# ديك ستوفال
ديك ستوفال (بالإنجليزية: Dick Stovall)‏ هو لاعب كرة قدم أمريكية أمريكي، ولد في 4 يونيو 1922 في ألباني في الولايات المتحدة، وتوفي في 4 يونيو 1999.

## وصلات خارجية
- ديك ستوفال على موقع مرجع كرة القدم المحترفة.كوم (الإنجليزية)